# Tetragonus catamitus
Tetragonus catamitus är en fjärilsart som beskrevs av Charles Andreas Geyer 1832. Tetragonus catamitus ingår i släktet Tetragonus och familjen Callidulidae. Inga underarter finns listade i Catalogue of Life.

## Bildgalleri

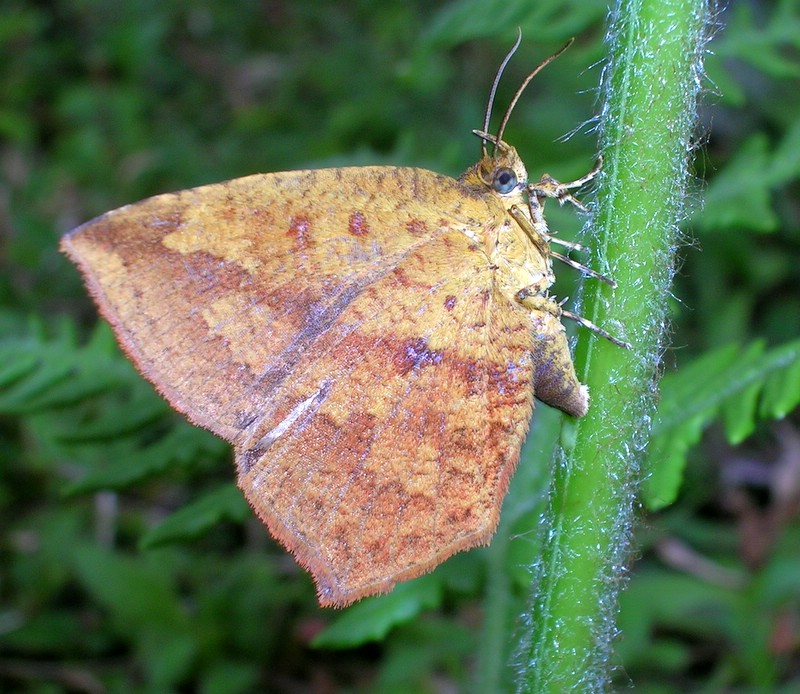